# Makuru
Makuru ist ein Verwaltungsbezirk (englisch Ward) des Distrikts Manyoni in der tansanischen Region Singida.

## Geografie
Makuru ist ein Bezirk im nördlichen Zentralteil von Tansania etwa 80 Kilometer Luftlinie südöstlich der Regionshauptstadt Singida und 35 Kilometer nordöstlich der Distrikthauptstadt Manyoni. Bei der Volkszählung 2022 lebten 24.008 Menschen in 4817 Haushalten auf einer Fläche von 778 Quadratkilometern.
Der Bezirk grenzt im Nordosten an die Region Dodoma, im Nordwesten an den Distrikt Ikungi und sonst an Bezirke des Distrikts Manyoni:
| Issuna | Mang'onyi Ovada                             | Sanzawa        |
| Mkiwa  | Kompassrose, die auf Nachbargemeinden zeigt | Mpendo Makanda |
| Mkwese | Manyoni Saranda                             | Makutupora     |

## Gliederung
Der Bezirk besteht aus vier Gemeinden (swahili Mtaa) mit elf Orten (Kitongoji):
| Msemembo - Msemembo - Chang'ombe - Kisemwa - Kiunge - Uzozo | Makuru - Old Makuru - Mpandee - Mkuyuu | Londoni - Londoni - Hangwedulu A | Hika - Hika |

## Infrastruktur
- Bildung: Die Makuru Secondary School ist eine staatliche weiterführende Schule, die Tages- und Internatsschüler bis zur 4. Stufe ausbildet.[7]
- Gesundheit: Im Bezirk liegen drei staatliche Apotheken.[8][9][10]